# Tylestheria
Genre
Tylestheria est un genre fossile d'arthropodes de la classe des Branchiopoda.

## Historique
Le nom valide complet (avec auteur) de ce taxon est † Tylestheria Chang (d) & Chen (d), 1976.